# Ребекка Горн
Ребекка Горн (англ. Rebecca Horn; 24 березня 1944, Міхельштадт, Німеччина — 6 вересня 2024) — сучасна німецька художниця, режисерка, скульторка, хореографка, перформерка, сценаристка, хореографка. 
На даний час живе і працює в Парижі і Берліні.

## Біографія і творчість
Ребекку виховувала няня, колишня художниця з Румунії, яка почала вчити її малювати, коли їй було півтора року. Горн закінчила Гамбурзьку вищу школу образотворчого мистецтва. У 1971 році стажувалася в лондонському Художньому коледжі Св. Мартіна. В 1973 році відбулася її перша персональна виставка в берлінській галереї Рене Блока.
Горн зайнялася перформансами в кінці 1960-х — початку 1970-х. Кілька разів брала участь у кассельській «Документі» (1972, 1977, 1982, 1992).

### Перформанси
- Єдиноріг (Einhorn; Unicorn) — Горн прогулювалася полями і лісами з піднятим на голові рогом, що кріпився ременями до її оголеного тіла.
- Finger Gloves (1972) — Горн в рукавичках з довгими пальцями дряпала стіни кімнати.

### Режисерські роботи
- Der Eintänzer (1978, Самотній танцівник)
- La ferdinanda: Sonate für eine Medici-Villa (1982, Фердінандо: соната для вілли Медічі)
- Buster's Bedroom (1990, Спальня Бастера)[15]

## Визнання
У 2010 Ребекка Горн отримала Імператорську премію.
Роботи Горн знаходяться у зібраннях Музею Соломона Р. Гуггенгайма, Нью-Йорк, Музею сучасного мистецтва, Нью-Йорк, Музею сучасного мистецтва в Лос-Анджелесі, Музею сучасного мистецтва в Сан-Франциско, США; Художній галереї Нового Південного Уельсу, Австралія; Кастелло ді Ріволі, Турин, Італія; Галереї Тейт, Лондон, Велика Британія; Центру Жоржа Помпіду, Париж, Франція; Центру мистецтв і медіатехнологій, Карлсруе, Німеччина; Міського Музею Ван Аббе у Ейндховені, Нідерланди та інших.